# Václav Kašlík
Václav Kašlík (Poličná (Regió de Zlín), 28 de setembre, 1917 - Praga, 4 de juny, 1989), va ser un director d'òpera i televisió, director i compositor txecoslovac.

## Biografia
Václav Kašlík va estudiar música al Conservatori de Praga. Els seus professors van ser Metod Doležil i Pavel Dědeček a la direcció, Alois Hába i Rudolf Karel a la composició i Ferdinand Pujman a la direcció. Kašlík també va estudiar a la Universitat Carolina de Praga amb Zdeněk Nejedlý i va assistir a la classe magistral de Václav Talich. Va començar la seva carrera artística l'any 1940 al teatre d'avantguarda "D 34" d'Emil František Burian, abans que fos prohibit i tancat pels ocupants alemanys l'any següent. Kašlík va anar després a Pilsen, on va debutar com a director d'òpera. Fins que tots els teatres van ser tancats a causa de la guerra de 1944, també va treballar al Teatre Nacional de Praga i al Teatre Popular Txec de Brno.
Després del final de la Segona Guerra Mundial, l'Òpera Estatal de Praga es va anomenar Teatre del 5 de maig (Divadlo 5. května) fins al 1948. Durant aquest temps, Kašlík va actuar com a director d'òpera allà, alhora que va dirigir i dirigir, així com a "Laterna magika". Quan l'Òpera Estatal es va afiliar al Teatre Nacional l'any 1948, va renunciar al càrrec de director i va treballar com a director i primer director. Va aconseguir un gran èxit no només al seu país, sinó a tot Europa des de finals dels anys cinquanta. Kašlík convidat va dirigir i dirigir a Suïssa, Àustria, Alemanya, Bèlgica, Itàlia i Gran Bretanya.
Kašlík va escriure l'òpera Krakatit, que es va estrenar el 1961 a la televisió txeca, poc després al Teatre Estatal d'Ostrava, i l'obra musical El flautista (Krysář), que es va estrenar el 27 d'octubre de 1984 a Pilsen.
A més, Kašlík va adaptar material d'òpera per a televisió i també va dirigir. Entre altres coses, va dirigir Gypsy Love de Franz Lehár el 1974 (amb Janet Perry i Adolf Dallapozza, entre d'altres) i Prodaná nevěsta de Bedřich Smetana el 1976.
El 1956 Kašlík va rebre el Premi Estatal Klemens Gottwald. El 1987 va publicar la seva autobiografia sota el títol Jak jsem dûlal operu (Com vaig fer òpera).

## Produccions (selecció)
- 1958: Antonín Dvořák: Rusalka – Teatre La Fenice
- 1959: Bedřich Smetana: Die verkaufte Braut – Théâtre Royal de la Monnaie
- 1959: Bohuslav Martinů: Mirandolina – Teatre Nacional de Praga (estrena)
- 1960: Luigi Nono: Intolleranza 1960 – Teatre La Fenice
- 1963: Bohuslav Martinů: Julietta – Teatre Nacional de Praga
- 1964: Paul Hindemith: Cardillac – Teatre de La Scala de Milà
- 1967: Nikolai Rimski-Kórsakov: Xekherazada – Festival de Bregenz
- 1969: Jacques Offenbach: Històries d'Hoffmann – Deutsche Oper Berlin
- 1969: Bernd Alois Zimmermann: Die Soldaten – Bayerische Staatsoper
- 1969: Claude Debussy: Pelléas et Mélisande – Royal Opera House
- 1969: Serguei Prokófiev: Ognenni anguel – Òpera de Frankfurt
- 1971: Arnold Schönberg: Moses und Aron – Òpera de Frankfurt
- 1973: Wolfgang Amadeus Mozart: Idomeneo – Wiener Staatsoper
- 1974: Richard Wagner: Der fliegende Holländer – Bayerische Staatsoper
- 1975: Leoš Janáček: Kàtia Kabànova – Grand Théâtre  de Ginebra
- 1975: Giuseppe Verdi: Simon Boccanegra – Opernhaus Zürich
- 1976: Giacomo Puccini: La fanciulla del West – Grand Théâtre de Ginebra
- 1976: Modest Mussorgski: Borís Godunov – Arena de Verona
- 1977: Georges Bizet: Carmen – Kàtia Kabànova
- 1978: Antonín Dvořák: Jakobín – Òpera de Zuric (estrena a Suïssa)
- 1981: Giuseppe Verdi: Nabucco – Teatre St. Gallen
- 1982: Piotr Ilitx Txaikovski: Ievgueni Oneguin – Teatre St. Gallen
- 1983: Giuseppe Verdi: Otello – Teatre St. Gallen

## Direcció de televisió (selecció)
(* = també adaptació del material escènic)
- 1961: Krakatit *
- 1962: Prodaná nevesta
- 1966: Die verkaufte Braut
- 1967: Die Sache Makropulos
- 1968: Orpheus und Eurydike
- 1968: Rekviem za kouzelnou flétnu
- 1969: Schwanda, der Dudelsackpfeifer
- 1970: Così fan tutte *
- 1971: Julietta *
- 1972: Eugen Onegin
- 1973: Eine Nacht in Venedig
- 1974: Zigeunerliebe
- 1975: Der fliegende Holländer *
- 1976: Die verkaufte Braut *
- 1978: Tosca